# 飞缘魔

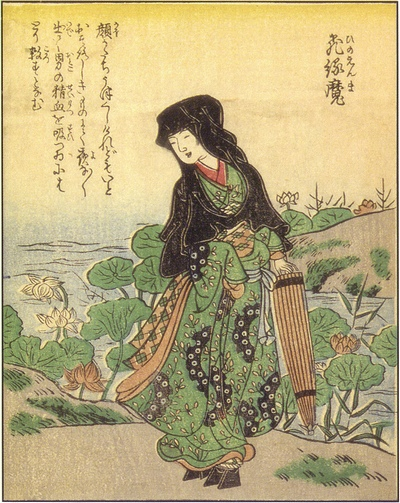
《絵本百物語》中的飞缘魔

飞缘魔，也叫縁障女，在江戸時代的竹原春泉奇談集『絵本百物語』里提到的妖怪，飞缘魔的（ひのえんま）音同丙午（ひのえんま），日本民间信仰认为丙午年出生的女性，阴阳五行中的“火”行太盛，男人会因此遭殃。此迷信是江户时代传至日本，关于中国丙午山母马咬死公马的传说演变而来。另说是卖菜姑娘阿七，为了见到某次火灾解后的男性，就四处纵火，最后被火刑。此故事被井原西鹤的《好色五人女》流传，而阿七是丙午年出生。飞缘魔会在夜晚出没，吸取男性的血致其死亡。暗喻用美色诱惑男性，并榨取男人财产屡致倾家荡产的恶女。
当受害者油尽灯枯后，再取走他们的胫骨并残忍的将他们杀死。由丙午年出生的女囚所化。据说从佛教的“縁障女”民间化了的传说。
丙午是按阴历60年一巡回编制的第43年的称号，由天干（甲乙丙丁戊己庚辛壬癸）与地支（子丑寅卯辰已午未申西戌亥）配合而成。年份是 60x -14 {x|x is a positive interger}都是丙午年。

## 相關作品
- 守護貓娘緋鞠：明夏羽

巷说百物语
仁王 (游戏)
妖妖玖冒险
《英灵异闻录》

## 相關連結
- 日本妖怪列表
- 巷說百物語
- 繪本百物語

- 吸血鬼
- 僵尸